# Demen (Nederland)

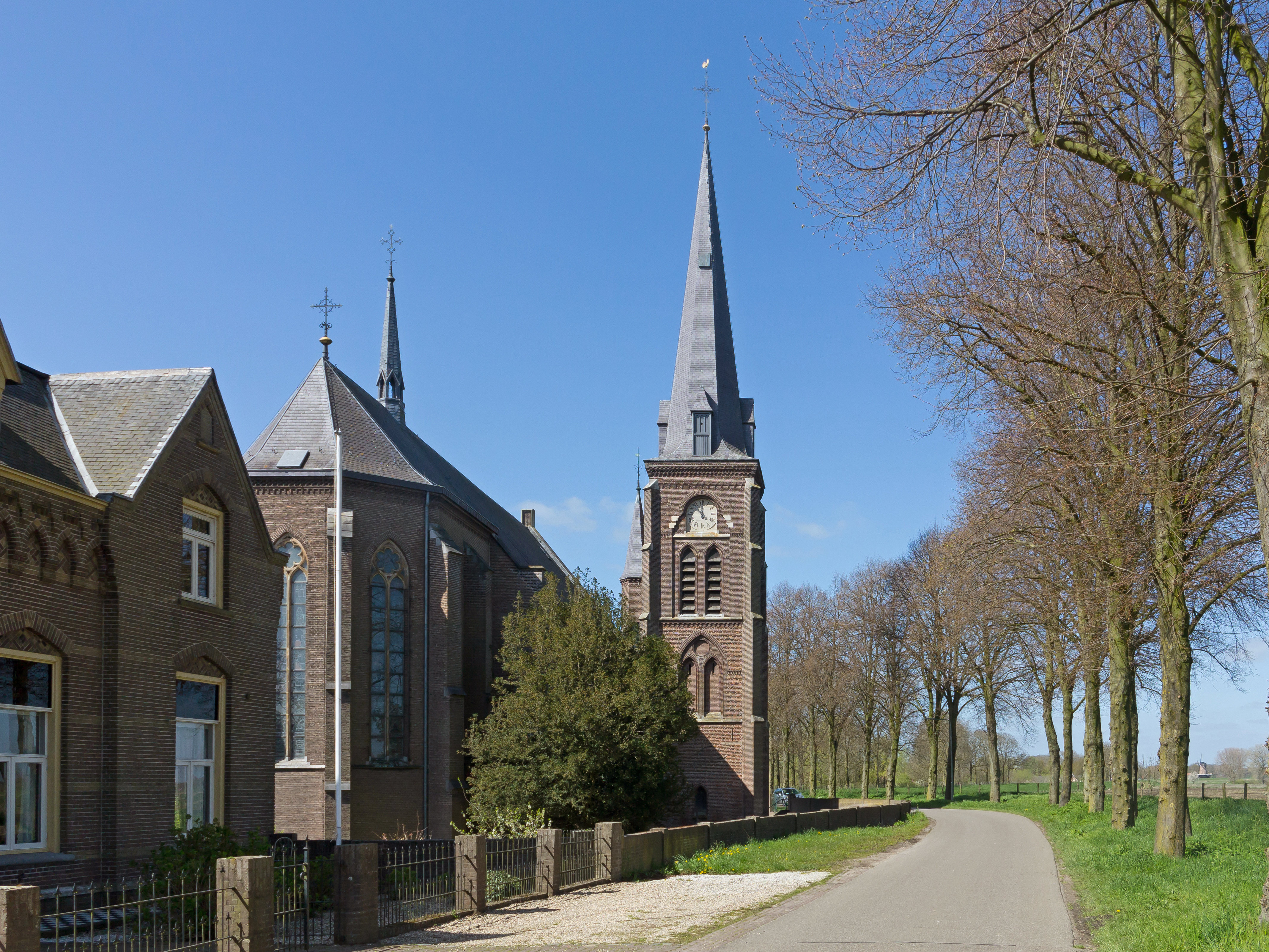
Demen, de Sint-Willibrorduskerk

Demen is een dorp  in de gemeente Oss, in de Nederlandse provincie Noord-Brabant. Tot 1810 behoorde het tot de gemeente Demen en Langel. In 1810 is die gemeente met Dieden gefuseerd tot de gemeente Dieden, Demen en Langel. In 1923 is de gemeente Dieden, Demen en Langel opgegaan in de gemeente Ravenstein, die op haar beurt in 2003 vrijwillig is opgegaan in de gemeente Oss.
Demen is gelegen aan de Maas.

## Etymologie
Een van de theorieën gaat ervan uit dat Demen zijn naam dankt aan het riviertje de Deemen. Dit riviertje zou ontspringen in de Peel en langs Zeeland, Herpen en Deursen en Dennenburg gestroomd hebben om bij Demen in de Maas uit te monden.
Er bestaat geen enkele aanwijzing voor het bestaan van dit riviertje. Daarom denkt men tegenwoordig eerder dat Demen een verbastering is van het Latijnse dominus, dat heer betekent en op een oude Heerlijkheid of allodium zou wijzen.

## Geschiedenis

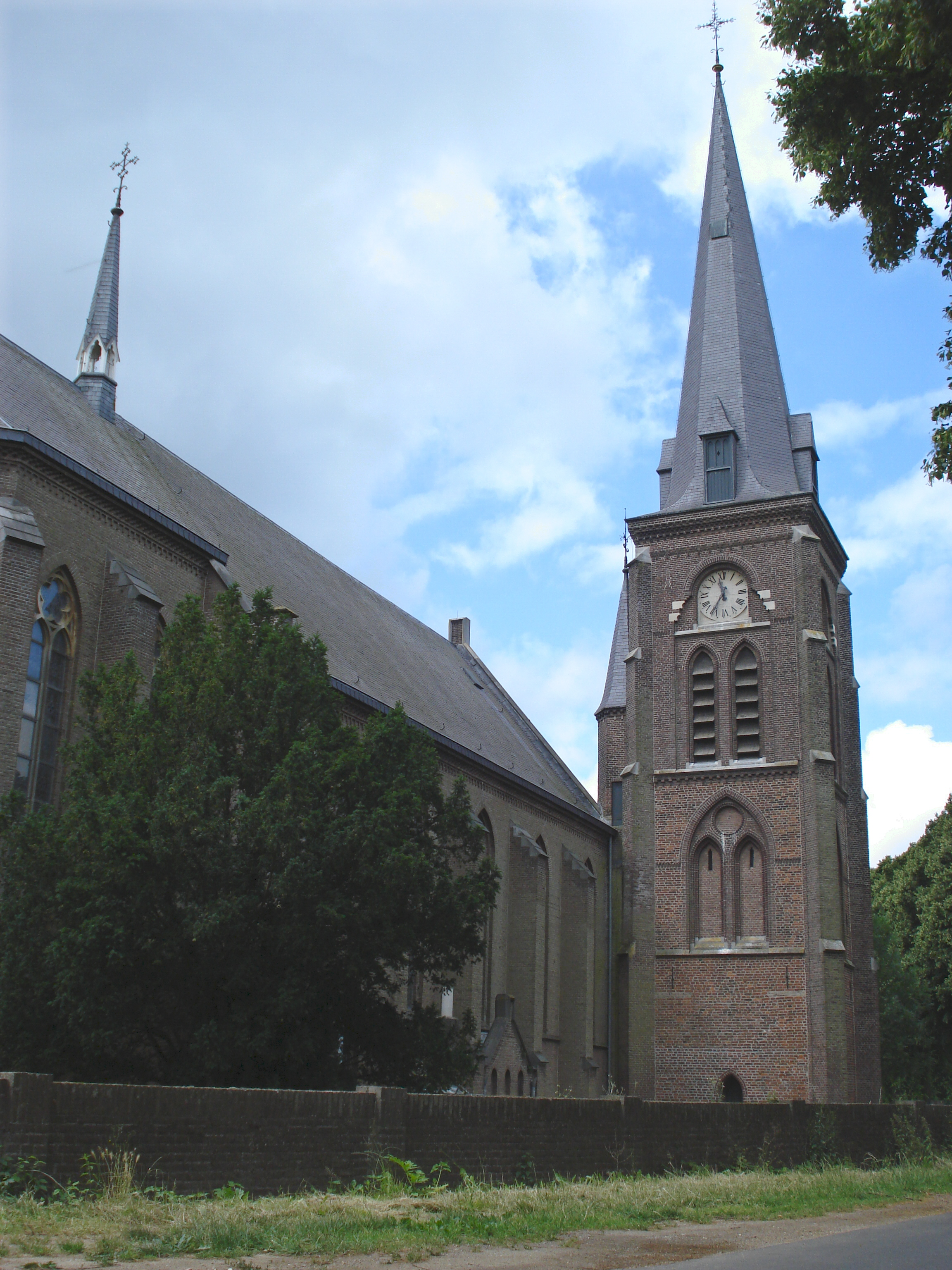
Sint-Willibrorduskerk en toren

De geschiedenis van Demen gaat terug tot de 11e eeuw. Hiervan getuigt het feit dat de parochiekerk aan de heilige Willibrordus is gewijd.
Demen behoorde tot het Land van Ravenstein en de Sint-Willibrorduskerk werd in de periode 1648-1795 van belang voor de inwoners van Batenburg en omgeving, aan de overzijde van de Maas in het Land van Maas en Waal gelegen, waar geen godsdienstvrijheid heerste en de kerk vanaf 1608 door de hervormden in gebruik was genomen. Ook de katholieken uit het nabijgelegen Dieden, waar de kerk sinds 1614 in hervormde handen was, kwamen naar Demen om de Mis bij te wonen.

## Bezienswaardigheden
- De Sint-Willibrorduskerk is een neogotische waterstaatskerk uit 1857. De onderbouw van de toren is echter nog 15e-eeuws. Bij de bouw van de nieuwe kerk wilde men de toren los van de kerk laten staan, maar de autoriteiten waren bang dat de toren dan in zou storten. Daarom is de toren opnieuw aan de kerk vastgebouwd. Bij de kerk staat een Heilig Hartbeeld uit 1941.
- Enkele fraaie 17e- en 18e-eeuwse boerderijen. Aan de Burgemeester Canersstraat 2 staat een boerderij uit 1745 die nog de originele ruitjes van groen glas heeft. Op de verdieping zijn ramen met luikjes in plaats van glas.
- Het karnhuisje tegenover de kerk, met een achtkante vorm. Het dateert van vóór 1826 en werd in 1988 gerestaureerd.

## Natuur en landschap

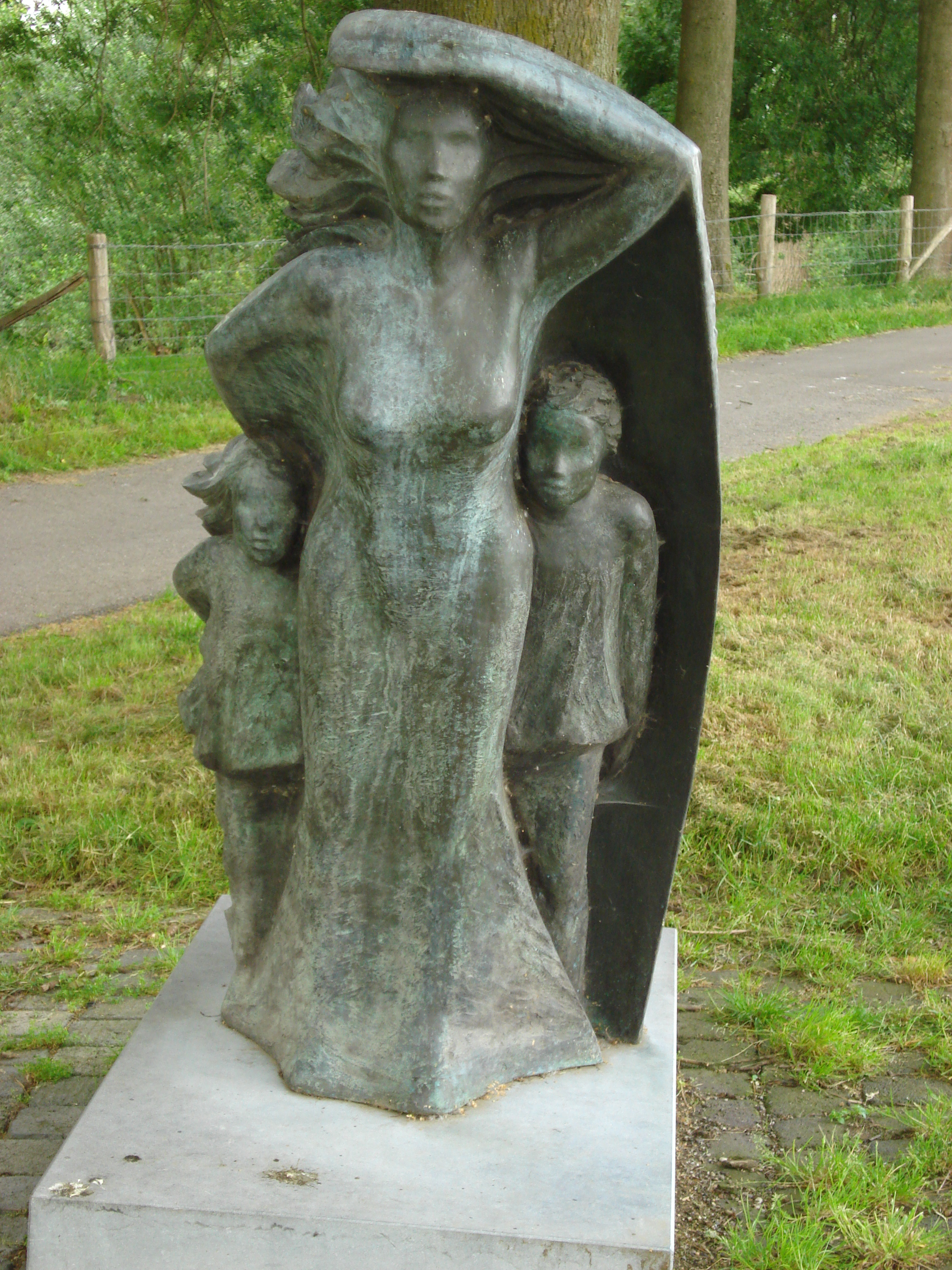
Beeld aan de Maasdijk: Water, wind en waakzaamheid

Demen ligt aan de bochtige Maasdijk. Tussen deze dijk en de Maas bevindt zich de uiterwaard die hier ongeveer 200 m breed is.
Het aan de overkant van de Maas gelegen Batenburg kan met de veerpont worden bereikt.

## Nabijgelegen kernen
Dieden, Dennenburg, Deursen, Neerlangel, Batenburg (via veerpont)